# Mil Mi-1
Mil Mi-1 (Ruski: Ми-1, NATO naziv "Hare") je Sovjetski trosjedni, višenamjenski helikopter. Pokreće ga jedan Ivchenko AI-26V radijalni motor koji može razviti 575 konjskih snaga, a u službu ulazi 1951.

## Razvoj
1947. SSSR daje dopuštenje Mil-u da osnuje svoju tvrtku za razvoj helikoptera te već u rujnu 1948. Mil izvodi prvi pokusni let prototipnog GM-1 helikoptera. Potom 1950. Sovjetsko vodstvo službeno objavljuje natječaj za razvoj novog helikoptera s Milom i njihovim GM-1 projektom među kandidatima. Glavni Milovi konkurenti u natječaju su bili Bratukhin te Jakovljev sa svojim dizajnovima: B-11 i Jak-100. Mil je naposljetku pobijedio s tim da je unatoč porazu, Jakovljev ostao u razvoju helikoptera još koju godinu, a konačno se povlači nakon neuspješnog Jak-24.
Prva dva Mil GM-1 prototipa su izgubljena u nesrećama, s tim da je u drugoj poginuo i pilot. Problemi su uskoro riješeni te novi helikopter u službu Sovjetskog zrakoplovstva ulazi 1951. pod imenom Mi-1. Javnosti je prikazan tijekom zračnog mitinga u Tushinu 1951. kada dobiva službeni NATO naziv "Hare".

## Opis
Mil Mi-1 je pokretao jedan zračno hlađeni Ivchenko AI-26V radijalni motor s 7 cilindara koji je mogao razvit 575 konjskih snaga a pokretao je drveni trokraki glavni rotor te sličan repni rotor. Trup helikoptera je potpuno zatvoren te je izgrađen od metala. Mil Mi-1 ima tricikl podvozje koje je fiksano s jednim kotačem na svakom dijelu. 
S njim je upravljao jedan pilot a imao je kapacitet za još dva putnika koji su smješteni iza pilota ili za 255 kg različitog tereta.

## Operativna uporaba
Do 1955. predviđa se da je u SSSR-u proizvedeno oko 1.800 helikoptera, te se nakon 1955. proizvodnja se seli u tvornicu PZl u Swidniku (Poljska) koja je bila jedna od glavnih tvornica za proizvodnju višenamjenskih i školskih letjelica za zemlje Varšavskog pakta.
Mil Mi-1 je korišten kao laki višenamjenski helikopter obavljajući različite misije poput: izviđanja, potraga i spašavanje, zračne medicinske pomoći te obuke budućih pilota. Korišten je u raznim granama Sovjetske vojske uključujući i u Aeroflotu, državnom zračnom prijevozniku.
Dosta se izvozio u zemlje Varšavskog pakta te u Sovjetske saveznike diljem svijeta i Finsku. Poljska je proizvodila Mi-1 sve do 1965. pod oznakom SM-1 a pokretao ga je licencni AI-26V motor pod oznakom LiZ-3. PZL Swidnik je proizveo i poboljšnau inačicu s metalnim rotorima oznake SM-1W a kasnije je korišten kao temelj za razvoj nekih drugih inačica. Poljaci su razvili i redizajniranu inačicu SMa-1, oznake SM-2 a imala je veću kabinu koja je mogla primiti pilota i 4 putnika. Prvi let je obavljen 1959. a u proizvodnju ulazi 1961.

## Inačice
- GM-1 - Prototip
- Mil Mi-1 - Trosjedni višenamjenski helikopter.
- Mil Mi-1P - Mi-1 opremljen s plovkama za slijetanje i polijetanje s vode.
- Mil Mi-1U - Trener za obuku s dvostrukim kontrolama.
- Mil Mi-1 Moskvich - Civilni transporter za Aeroflot s boljom izolacijom te metalnim rotorom.
- Mil Mi-1NKh - Mi-1 dizanjniran za ulogu zračne medicinske pomoći te transporta putnika i tereta.
- SM-1 - Poljska inačica Mi-1 koja se licencno proizvodila.
- SM-1W - Poboljšana inačica s metalnim rotorima.
- SM-1WS - Zračna medicinska pomoć.
- SM-1WSZ - Trener s dvostrukim kontrolama.
- SM-1WZ - Inačica za radove u poljoprivredi.
- SM-2 - Poboljšana Poljska inačica s redizajniranom kabinom.

## Korisnici
- Afganistan
- Albanija
- Alžir
- Bugarska
- NR Kina
- Kuba
- Čehoslovačka
- Njemačka Demokratska Republika
- Egipat
- Finska
- Mađarska
- Irak
- Mongolija
- Sjeverna Koreja
- Poljska
- Rumunjska
- SSSR
- Sirija

## Tehničke karakteristike
Osnovne karakteristike
- posada: 1
- dužina: 12,09 m
- promjer rotora: 14,35 m
- visina: 3,30 m

Letne karakteristike
- najveća brzina: 185 km/h
- dolet: 430 km
- motor: 1 x Ivčenko AI-26V radijalni motor